# Kostel svatého Efréma Syrského
Kostel svatého Efréma Syrského (fr. Église Saint-Éphrem-le-Syriaque) je katolický farní kostel v 5. obvodu v Paříži, v ulici Rue des Carmes, který slouží syrské katolické církvi. Je zasvěcen učiteli církve Efrémovi Syrskému. Stavba původně sloužila jako kaple.

## Historie
Současná stavba je již třetím svatostánkem na tomto místě. První kaple zde byla postavená kolem roku 1334, kdy italský kardinál Andrea Ghini Malpighi, biskup v Arrasu, přeměnil svůj pařížský palác na kolej pro italské studenty, tzv. collège des Lombards. Tuto kolej koupili v roce 1677 dva irští mniši, kteří ji změnili na collège des Irlandais a kolem roku 1685 postavili druhou kapli v pořadí. Současná stavba vznikla v letech 1733–1738. Církevním účelům sloužila do roku 1825. Poté ji koupilo město Paříž, které ji v roce 1925 přenechalo farnosti syrské katolické církve.